# Schlesische Kriege
Die Schlesischen Kriege waren drei militärische Konflikte, in denen das Königreich Preußen und die Habsburgermonarchie mit ihren jeweiligen Verbündeten zwischen 1740 und 1763 um den Besitz Schlesiens stritten. In ihrer Folge stieg das siegreiche Preußen zur zweiten deutschen und fünften europäischen Großmacht auf.

## Verlauf
Der Erste (1740–1742) und der Zweite Schlesische Krieg (1744/45) fielen in die Zeit des Österreichischen Erbfolgekrieges (1740–1748) und bezeichnen das Engagement Preußens in dieser Auseinandersetzung. Der Dritte Schlesische Krieg ist besser bekannt unter der Bezeichnung Siebenjähriger Krieg (1756–1763).
Als Ergebnis des Ersten Schlesischen Krieges bekam das siegreiche Preußen 1742 den Großteil Schlesiens, aber erst nach dem Hubertusburger Frieden 1763 endgültig die böhmische Grafschaft Glatz zugesprochen. Dieser Besitzstand wurde bei den Friedensschlüssen 1745 und 1763 bestätigt.